# Paolo Quagliati
Paolo Quagliati (ur. około 1555 w Chioggii, zm. 16 listopada 1628 w Rzymie) – włoski kompozytor i organista.

## Życiorys
Pochodził z rodziny szlacheckiej. Od około 1574 roku działał w Rzymie, gdzie był organistą w bazylice Matki Bożej Większej. Związany był z domami arystokratycznymi, w latach 1605–1608 z rodem Farnese, a od 1621 roku z rodziną Ludovisich. W 1621 roku został szambelanem papieża Grzegorza XV i otrzymał godność protonotariusza. Pochowany został w bazylice Matki Bożej Większej.
Wychodząc z tradycji renesansowej polifonii, stopniowo adaptował w swojej twórczości nowe prądy stylistyczne, a jego muzyka ewoluowała w kierunku monodii. W 1606 roku wystawił w Rzymie serenadę Il carro di fedeltà d’Amore, jeden z pierwszych utworów z gatunku dramma per musica. Był także autorem wielogłosowych madrygałów.